# 로우스

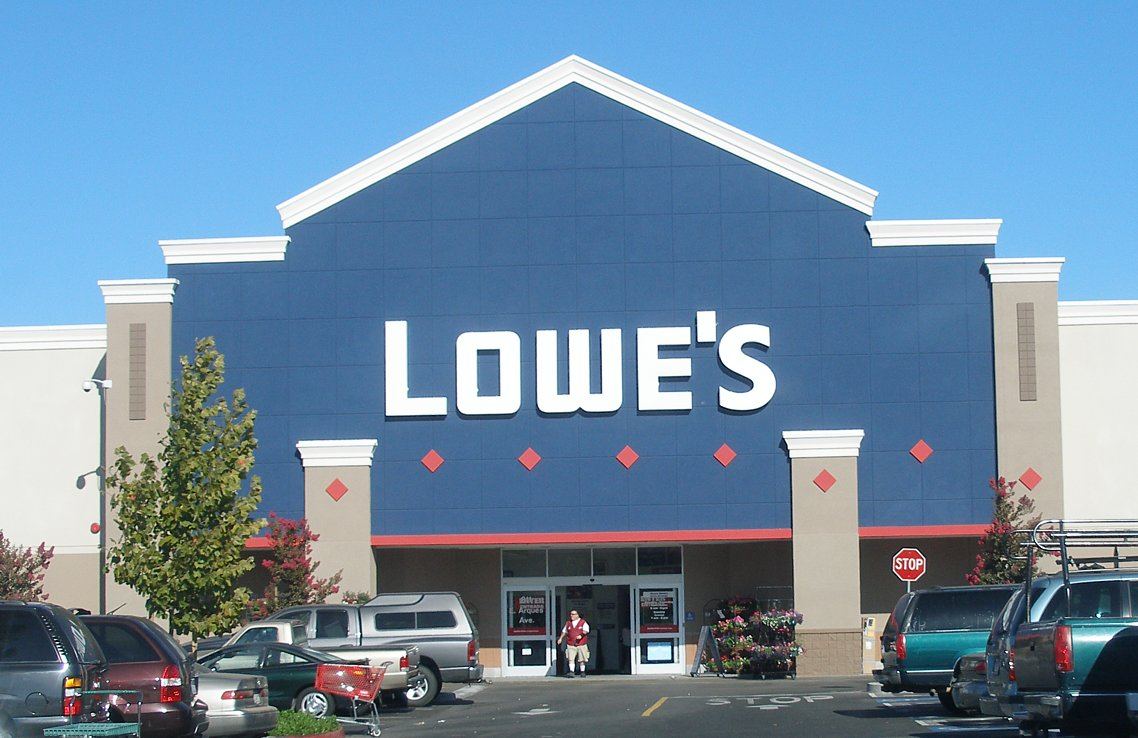
샌타클라라에 있는 로우스 매장

로우스(Lowe's Companies, Inc., )는 미국의 주택 개량, 개선 용품 및 기기 소매점 체인 기업이다. 집 인테리어와 건축, 원자재 등 가정집의 용품, 제품들을 판매하는 홈디포와 같은 산업에 있다. 2018년부터 마빈 엘리슨이 CEO를 맡고 있다. 캐나다의 20개를 포함한 약 1,710개의 점포에 매주 1,400만명 이상의 고객이 방문한다. 세계에서 홈디포 다음으로 2위의 기업이며, 뒤따르는 업체는 미국에서는 Menards, 세계적으로 유럽업체인 B&Q 및 OBI이다.
홈디포와 마찬가지로 주택 건축 및 수리에 관한 모든 것 - 기둥에서 작은 못 및 전기톱까지 - 을 취급하고 있으며, 주택건축 및 수리에 관한 무료 강좌도 실시한다.

## 역사
2007년, 캐나다 진출을 시작했다. 멕시코와 오스트레일리아에 진출을 했으나, 철수했다.